# Marko Panić
Marko Panić (ur. 10 marca 1991 w Jajcach) – bośniacki piłkarz ręczny, prawy rozgrywający, od 2021 zawodnik Montpellier Handball.

## Kariera sportowa
Wychowanek RK Jajce. Następnie gracz Borac Banja Luka, z którym zdobył dwa Puchary Bośni i Hercegowiny (2006/2007 i 2010/2011). W barwach bośniackiego klubu występował też w europejskich pucharach, m.in. w Pucharze EHF, w którym w ciągu dwóch sezonów zdobył 26 goli. W sezonie 2011/2012 grał z Boracem w Lidze SEHA. W latach 2012–2017 był zawodnikiem francuskiego Chambéry Savoie. W sezonie 2012/2013 rozegrał w jego barwach 10 meczów w Lidze Mistrzów, w których rzucił 18 bramek. W sezonie 2015/2016 wraz ze swoją drużyną zajął 4. miejsce w Pucharze EHF (w całych rozgrywkach zdobył 39 goli).
W lipcu 2017 został zawodnikiem Azotów-Puławy, z którymi podpisał trzyletni kontrakt. W sezonie 2017/2018, w którym rozegrał w Superlidze 34 mecze i rzucił 166 bramek, został nominowany do nagród dla najlepszego zawodnika i najlepszego bocznego rozgrywającego polskiej ligi. W sezonie 2017/2018 był też najlepszym strzelcem Azotów w Pucharze EHF – w siedmiu spotkaniach zdobył 36 goli. W sezonie 2018/2019 rozegrał w Superlidze 27 meczów, w których rzucił 133 bramki. Ponadto wystąpił w ośmiu spotkaniach Pucharu EHF, w których zdobył 28 goli.
W lipcu 2019 został zawodnikiem białoruskiego Mieszkowa Brześć, z którym podpisał dwuletnią umowę.
Reprezentant Bośni i Hercegowiny. W 2013 i 2014 wystąpił m.in. w czterech meczach eliminacyjnych do mistrzostw świata w Katarze, zdobywając po jednej bramce w spotkaniach z Portugalią (31:29) i Islandią (29:29). W mistrzostwach, do których Bośniacy zakwalifikowali się po raz pierwszy w historii, nie zagrał. W rozegranych w listopadzie 2016 oraz maju i czerwcu 2017 sześciu meczach kwalifikacyjnych do mistrzostw Europy w Chorwacji rzucił 37 goli, zajmując 6. miejsce w klasyfikacji najlepszych strzelców eliminacji.

## Życie prywatne
Jest synem Bośniaka i Chorwatki. Posiada obywatelstwo bośniackie i chorwackie, posługuje się głównie tym drugim, które ułatwia podróże. W wywiadzie udzielonym w 2019 przyznał, że czuje się Bośniakiem. Jest zawodnikiem oburęcznym, co wytrenował w młodości, gdy złamał palec prawej ręki i zaczął grać lewą dłonią.

## Sukcesy
Borac Banja Luka
- Puchar Bośni i Hercegowiny: 2006/2007, 2010/2011

Chambéry Savoie
- Superpuchar Francji: 2013

Indywidualne
- 4. miejsce w klasyfikacji najlepszych strzelców Superligi: 2017/2018 (166 bramek; Azoty-Puławy)[3]

## Statystyki
| Klub                            | Sezon     | Liga      | Liga | Liga | Liga |
| Klub                            | Sezon     | Liga      | M    | B    | Śr.  |
| ------------------------------- | --------- | --------- | ---- | ---- | ---- |
| Chambéry Savoie                 | 2012/2013 | LNH       | 25   | 62   | 2,5  |
| Chambéry Savoie                 | 2013/2014 | LNH       | 23   | 57   | 2,5  |
| Chambéry Savoie                 | 2014/2015 | LNH       | 20   | 33   | 1,7  |
| Chambéry Savoie                 | 2015/2016 | LNH       | 25   | 80   | 3,2  |
| Chambéry Savoie                 | 2016/2017 | LNH       | 26   | 77   | 3    |
| Razem                           | Razem     | Razem     | 119  | 309  | 2,6  |
| Azoty-Puławy                    | 2017/2018 | Superliga | 34   | 166  | 4,9  |
| Azoty-Puławy                    | 2018/2019 | Superliga | 27   | 133  | 4,9  |
| Razem                           | Razem     | Razem     | 61   | 299  | 4,9  |
| Stan na koniec sezonu 2018/2019 |           |           |      |      |      |